# 31937 Kangsunwoo
31937 Kangsunwoo è un asteroide della fascia principale. Scoperto nel 2000, presenta un'orbita caratterizzata da un semiasse maggiore pari a 2,2312530 UA e da un'eccentricità di 0,1418485, inclinata di 4,55260° rispetto all'eclittica.